# Гринберг, Регина Михайловна
Регина Михайловна Гринберг (1 марта 1927 — 11 июля 2005) — советский и российский театральный режиссёр.
Основатель и художественный руководитель Ивановского молодёжного театра, Заслуженный работник культуры РСФСР (1976), Заслуженный деятель искусств Российской Федерации (2002), обладатель премии «Белая ворона» (2003).

## Биография
Регина Михайловна (Моисеевна) Гринберг родилась 1 марта 1927 года в Киеве, Украина.
В 1936 году семья переехала в Анапу, а в 1937 году — в Подмосковье.
Во время Второй мировой войны отец — Моисей Гринберг ушёл на фронт и погиб в 1942 году, а мать с детьми эвакуировалась в Ташкент, затем они уехали в Казань. В 1944 году Регина Гринберг, сдав экстерном экзамены в средней школе, уехала из Казани в Москву и 
попыталась поступить на сценарный факультет, но не была допущена до экзаменов по малолетству.
Поступила в Московский государственный университет на экономический факультет, который окончила с отличием в 1949 году. Во время учёбы в университете увлеклась студенческой самодеятельностью, где пробовала себя в качестве актрисы, сценариста и режиссёра.
После окончания университета по распределению уезжает в город Иваново и начинает преподавать политэкономию в Техникуме общественного питания, параллельно руководит драматическим коллективом техникума. Однако преподавательской деятельностью занимается недолго — она целиком поглощена театром и увлечена идеей создать в городе молодёжный театр. 2 марта 1957 года создается Совет театрального коллектива; Регина Гринберг с коллегами создает любительский Молодёжный театр и становится его руководителем. В её театральный коллектив входили студенты вузов, рабочие фабрик Иванова. В 1958 году состоялась премьера первого спектакля «Походный марш» по одноимённой пьесе А. Галича.

## Режиссёр-постановщик
- 1958 — «Походный марш», по пьесе А. Галича
- 1960 — «Два цвета», по пьесе А. Зака и И. Кузнецова
- 1960 — «Водевили А. П. Чехова» («Сельские эскулапы», «Предложение»)
- 1961 — «Заводские ребята», по пьесе И. Шура.
- 1962 — литературные концерты «В. Маяковский. Лирика и сатира», «Е. Евтушенко»
- 1962 — «Баня», по пьесе В. Маяковского
- 1964 — «Современная баллада», по пьесе О. Стукалова, литературный концерт «Молодые современники» (А. Вознесенский, Е. Евтушенко, Б. Ахмадулина, Р. Рождественскийи др.)
- 1965 — «Реквием», по поэме Р. Рождественского
- 1966 — поэтическое представление «Парабола», по произведениям А. Вознесенского
- 1968 — «Строгая любовь», по поэме Я. Смелякова, «Человек, похожий на самого себя» («Михаил Светлов») по пьесе З. Паперного
- 1969 — «Оза», по поэме А. Вознесенского, «Были и сказки» по М. Горькому
- 1971 — «Торжественный реквием» («Алексей Лебедев»), «Замок надежды», по произведениям Б. Окуджавы
- 1973 — «Памяти друга», «Владимир Маяковский. Спектакль-плакат» по сатирическим стихотворениям
- 1975 — «Николай Майоров», «Елена Ширман»
- 1978 — «Мозаика» по произведениям А. Вознесенского
- 1982 — «Настал черед» по произведениям М. Цветаевой
- 1983 — «Первые шаги» по произведениям В. Высоцкого
- 1985 — спектакль-трилогия «Мы вращаем землю» по произведениям В. Высоцкого
- 1993 — моноспектакль «Одноместный трамвай» по произведениям А. Володина